# محمد محمود خميس
اسم الشهرة: محمد خميس
الاسم: محمد حمود ناصر خميس. 
المركز: شبام كوكبان. 
القرية: بيت خميس. 
القرن الذي عاش فيه العلم:
15هـ / 20م   
تاريخ الميلاد:      1359 هـ /     1940 م   
تاريخ الوفاة:
  10   3   1401 هـ / 15   1   1981 م  
ولد في مدينة (شبام كوكبان), في محافظة المحويت, واغتيل في منطقة (مغربة) في بلاد (مناخة), غربي مدينة صنعاء.
سياسي, عسكري, إداري, وزير، رجل دوله حصل على دبلوم الشرطة سنة 1378هـ/1958م, وعلى دبلوم عال في مجال الاستخبارات العسكرية من المعهد العالي لضباط الشرطة في القاهرة.
عمل سنة 1379هـ/1959م ضابطًا في عدد من الدوائر الأمنية في مدينة صنعاء, ثم تعيَّن عام 1384هـ/1964م ضابط مخابرات في إدارة المخابرات اليمنية المصرية, ثم مديرًا لإدارة المخابرات في مدينة الحديدة سنة 1385هـ/1965م, ثم نائبًا لمدير عام المخابرات في مدينة صنعاء سنة 1386هـ/1966م, ثم كبير المعلمين في كلية الشرطة سنة 1387هـ/1967م, ثم أركان حرب في كلية الشرطة, ثم أركان حرب مديرية أمن محافظة صنعاء سنة 1388هـ/1968م, ثم نائبًا لمدير الأمن العام, ثم مدير الأمن العام سنة 1389هـ/1969م, ثم مديرًا للأمن في محافظة إبّ سنة 1391هـ/1971م, ثم مديرًا عامًّا لإدارة الأمن الداخلي في العام التالي, ثم رئيسًا للجهاز المركزي للأمن الوطني بدرجة وزير عقب تأسيسه سنة 1395هـ/1975م, إضافة إلى تعيينه مدعيًا عامًّا في محكمة أمن الدولة, ثم وزيرًا للداخلية عام 1399هـ/1979م, ثم وزيرًا للإدارة المحلية عام 1400هـ/1980م, إضافة إلى عمله رئيسًا لجهاز الأمن.
كان له دور في الدفاع عن الثورة بعد قيامها, وفي صد القوات الملكية التي حاصرت مدينة صنعاء سنة 1387هـ/1967م.
ومن خلال مناصبه السابقة فقد قام بزيارات عمل إلى كٍّل من: أمريكا, والسعودية, وسلطنة عمان, وكوريا, واليابان, والأردن, وشارك في عدد من المؤتمرات؛ منها: مؤتمر الشرطة في القاهرة سنة 1388هـ/1968م, ومؤتمر الشرطة في المغرب في نفس العام, ومؤتمر القمة لوزراء الداخلية العرب في السعودية سنة 1399هـ/1979م, والتقى بعدد من رؤساء وملوك وزعماء ووزراء الدول العربية.
وكان أخر مؤتمر حضره هو مؤتمر وكلاء المحافظين الذي عقد في مدينة الحديدة برئاسته عام 1401هـ/1981م, وقد اغتيل في رأس المغربة من جبل مناخة عقب عودته من هذا المؤتمر في الطريق إلى مدينة صنعاء...((( و نطالب بفتح تحقيق مع علي عثرب عن عملية الإغتيال )))...
حصل على عدد من الأوسمة وشهادات التقدير؛ منها: شهادة تقدير من الفريق (حسن العمري) أثناء حصار صنعاء المعروف بـ(حرب السبعين), وشهادة تقدير من الرئيس (أحمد حسين الغشمي) سنة 1398هـ/1978م, ووسام التعاونيات مع شهادة تقدير من الرئيس (علي عبدالله صالح) سنة 1399هـ/1979م, ووسام مأرب من الرئيس (علي عبدالله صالح) سنة 1401هـ/1981م بعد مقتله. كما حصل على درعي الكلية الحربية, وكلية الشرطة.
وقد ترقى برتبته العسكرية حتى درجة (لواء).

## مناصب تولاها
تنقل خميس بين ثلاثة مناصب وزارية هامة هي: 
- رئيساً للجهاز المركزي للأمن الوطني 
- وزيراً الداخليه و رئيساً للجهاز المركزي للأمن الوطني 
- وزيراً للإداره المحليه